# Двигун V4

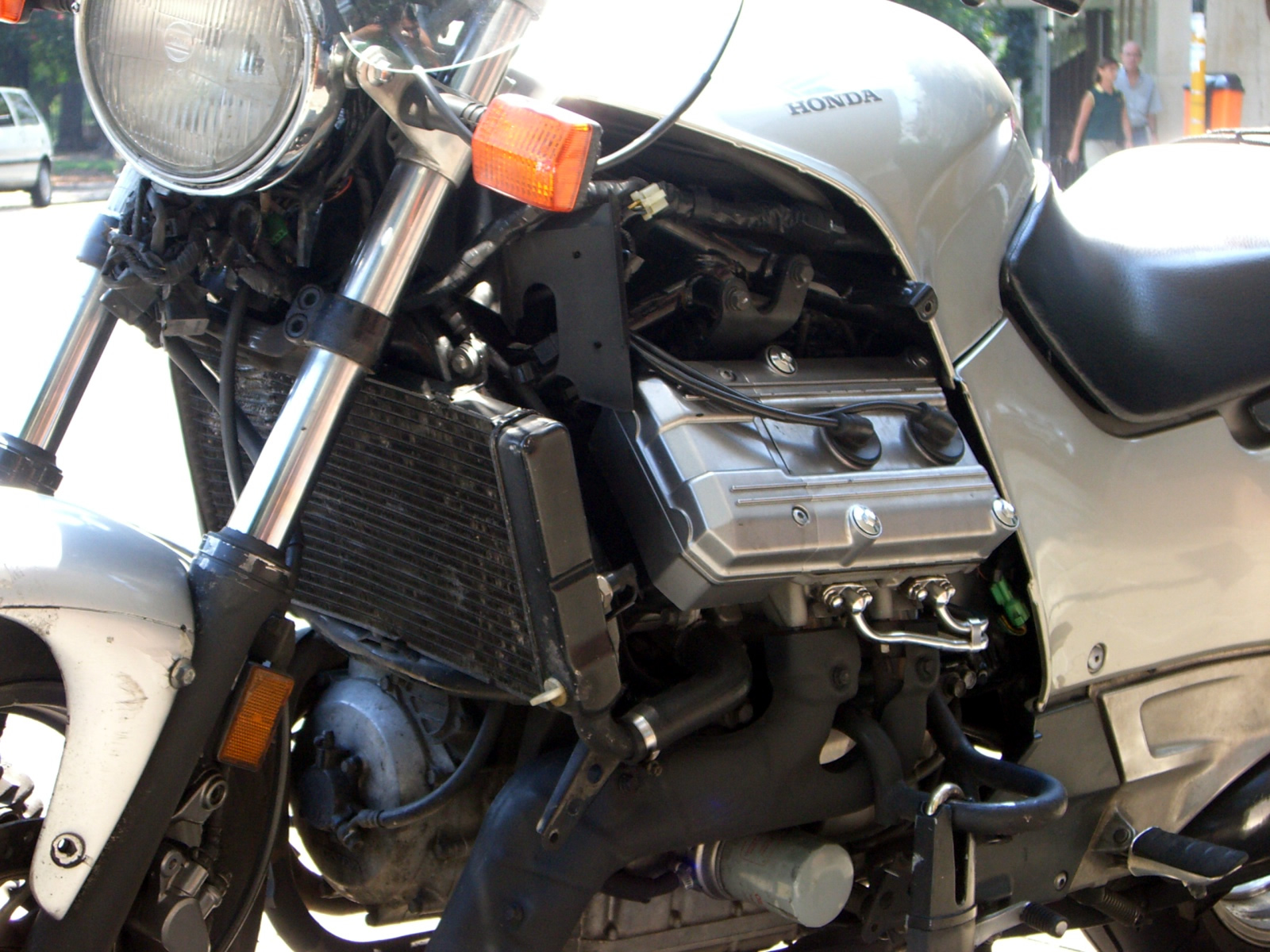
1990-2002 Honda ST1100 двигун V4 з поздовжнім розташуванням

Двигун V4 — чотирициліндровий поршневий двигун, де циліндри мають спільний колінчастий вал і розташовані у V-подібній конфігурації. Двигун V4 менш поширений порівняно з рядними чотирициліндровими двигунами, однак вони використовувалися в автомобілях, мотоциклах та інших сферах.

## Дизайн
Деякі двигуни V4 мають дві шатунні цапфи, які спільно використовуються протилежними циліндрами. У двигунах цього типу колінчастий вал зазвичай підтримується трьома корінними підшипниками. Однак таке розташування призводить до нерівномірної роботи двигуна.
Порівняно з більш поширеною схемою рядного двигуна, двигун V4 набагато коротший. Хоча можна використовувати різні V-кути, якщо два поршні знаходяться під V-кутом 90° зі спільними шатунними цапфами, двигун надає додаткову перевагу ідеального первинного балансу, який зменшує вібрацію.  Конструкція також може призвести до меншої хитної пари, ніж рядний чотирициліндровий двигун, а коротший колінчастий вал менш сприйнятливий до ефектів торсіонної вібрації через його підвищену жорсткість. 
Недоліки двигунів V4 включають те, що їхня конструкція за своєю суттю ширша порівняно з рядними чотирициліндровими двигунами, а також вимога двох випускних колекторів, двох головок циліндрів і двох клапанних механізмів (отже, потрібні два або чотири розподільні вали для двигунів з верхнім розміщенням кулачка), а не лише одна головка блоку циліндрів, один колектор, один клапанний механізм і один або два розподільних вали для чотирирядного двигуна. Наявність двох окремих груп компонентів збільшує вартість і складність у порівнянні з рядними двигунами.
Оскільки двигуни V4 ширші за рядні двигуни, включення допоміжних приводів, систем впуску та вихлопних систем при збереженні загального компактного розміру може бути складнішим, як в інших V-подібних двигунів. Щоб зменшити ширину, можна використовувати більш вузький V-кут, наприклад 60 градусів. Хоча 60° V4 є більш компактним, ніж 90° V4, конструкція 60° не має ідеального первинного балансу (якщо шатунні цапфи не розділені), і часто потрібен балансирний вал для зменшення вібрацій, подібний до двигунів V6. Крім того, будь-який двигун V4 зі спільними шатунними цапфами працюватиме нерівномірно та потенційно потребуватиме важчого маховика. Використання розділених шатунів у двигуні V4 60°, як це використовується на двигунах Ford Essex V4 і Ford Taunus V4, призводить до рівномірного порядку запалювання.

## Використання в автомобілях

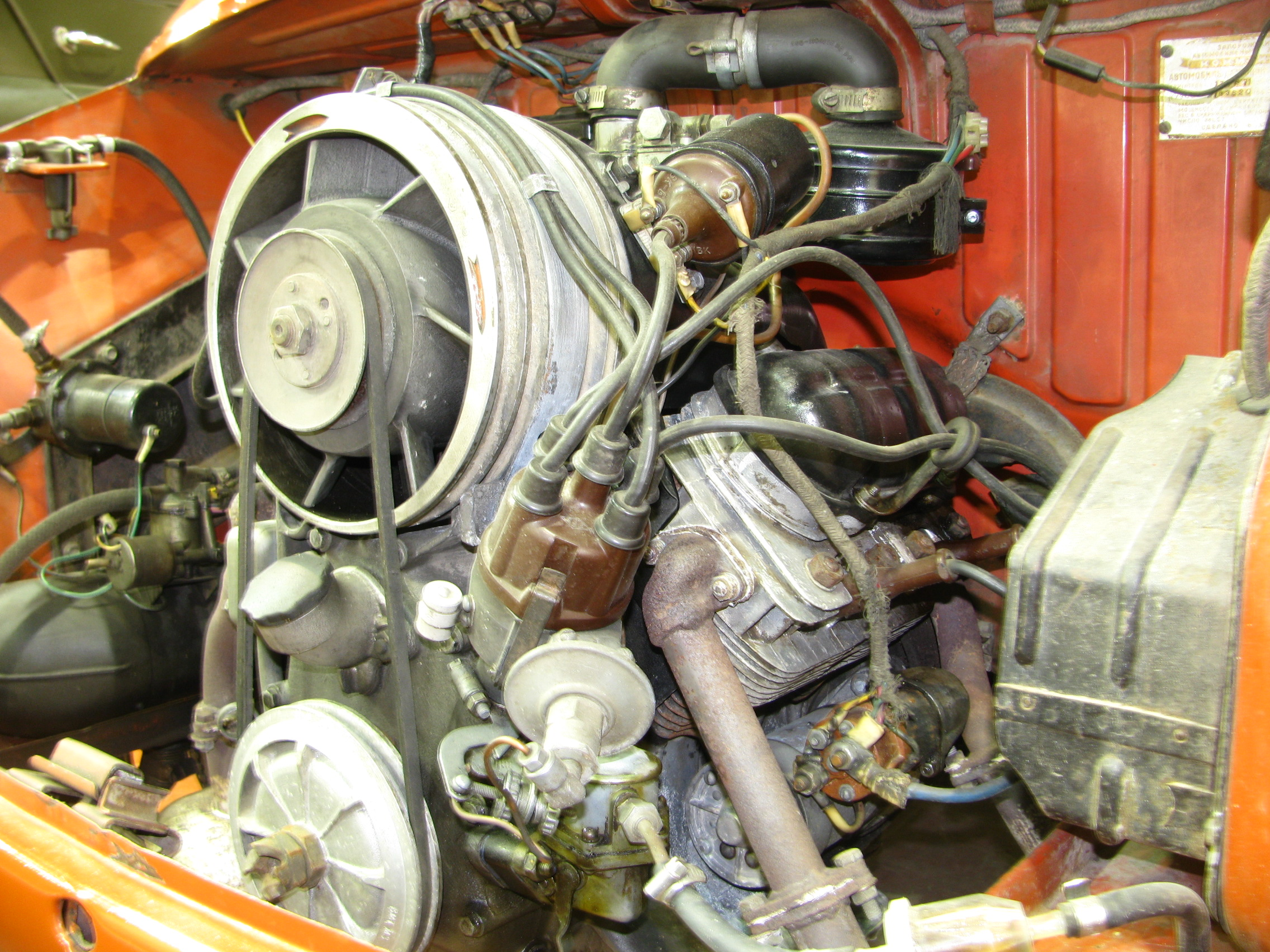
1960–1994 ЗАЗ Запорожець з V4 двигуном і повітряним охолодженням

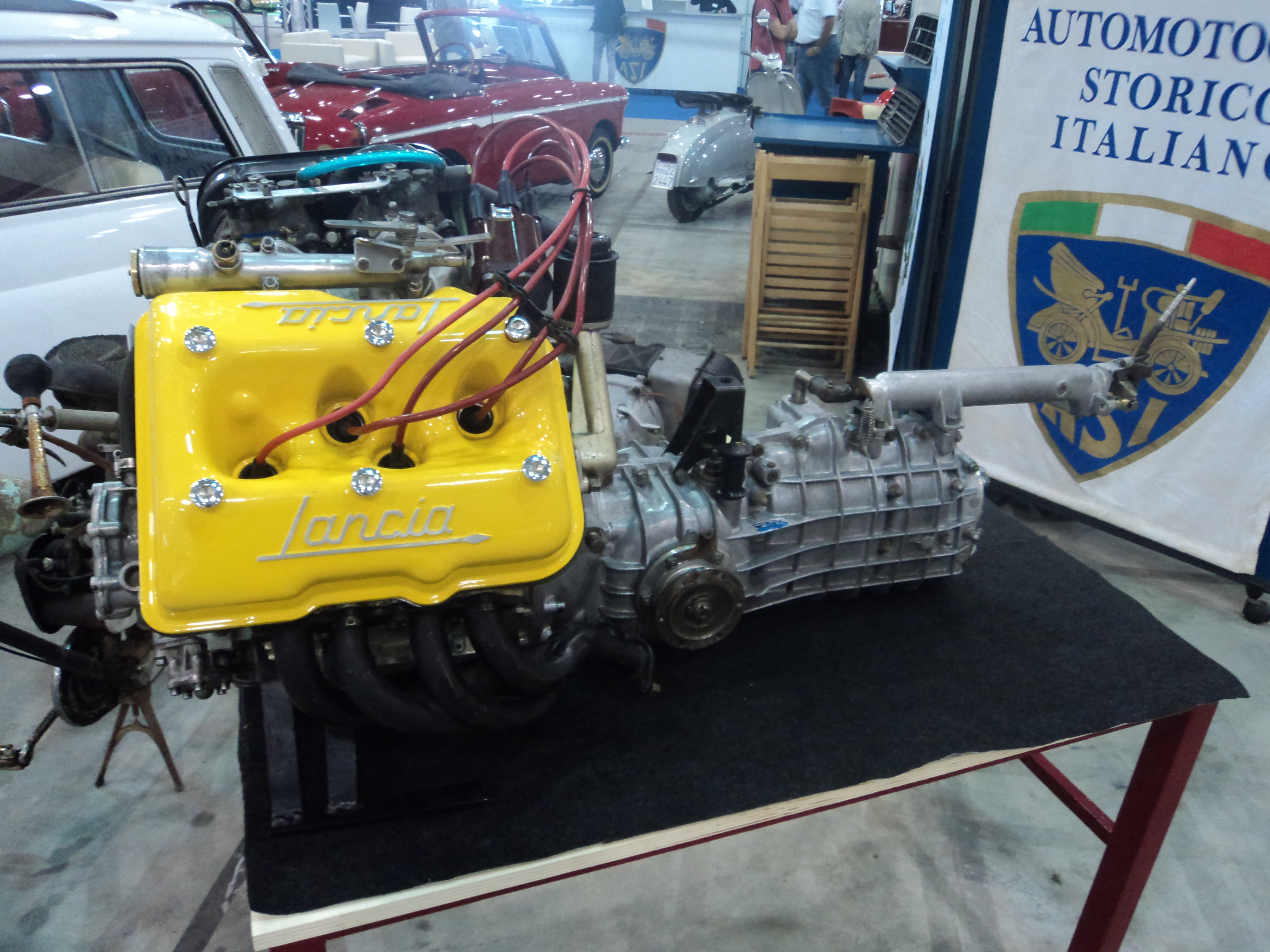
Двигун Lancia V4 1963–1976 років

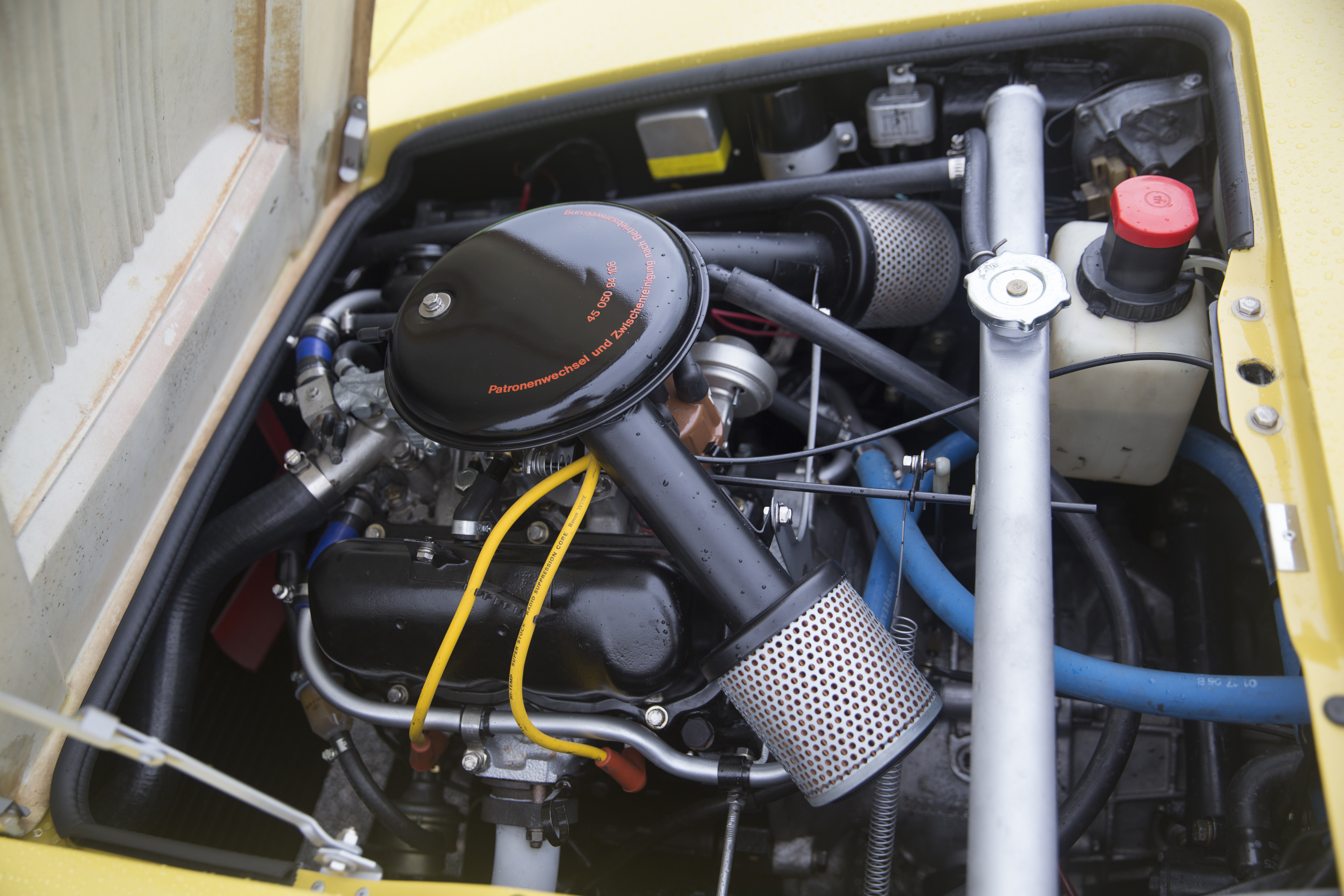
Двигун Ford Taunus V4 1970-1974 років (в Saab Sonett III)

Найперші двигуни V4 використовувалися в автомобілях для перегонів Гран-Прі (пізніше їх назвали «Формула-1»). Один із піонерських двигунів V4 був у задньомоторному автомобілі Mors 1898 року, виготовленому у Франції. У той час відсутність вібрації від двигуна V4 була ключовою перевагою.  Однак до 1901 року автомобільний двигун V4 був замінений на звичайну рядну четвірку.
У 1907 році на Гран-прі Франції автомобіль, який брав участь Дж. Уолтер Крісті, використовував 19 891 см3 (1 214 дюйм3) Двигун V4, найбільший двигун, який коли-небудь використовувався в перегонах Гран-Прі.  Двигун був встановлений поперечно спереду, а автомобіль був передньопривідним. Автомобіль знявся з Гран-прі Франції лише після чотирьох кіл, однак пізніше встановив рекорд швидкості 164 км/год (102 миля/год).
Першим двигуном V4, який використовувався у серійних автомобілях, був двигун Lancia V4, який вперше був використаний у Lancia Lambda 1922 року.  Двигун Lancia мав вузькокутну конструкцію з кутом 20 градусів між ланками та одну головку циліндра з одним верхнім розподільним валом, який ділився на обидва ланки. Він також використовував алюміній як для блоку, так і для головки (що було незвично для того часу). Lancia виробляла двигуни V4 до 1976 року, коли їх замінили рядні чотирициліндрові двигуни.
ЗАЗ «Запорожець» 1960-1994 років випуску — радянський міський автомобіль із заднім розташуванням двигуна V4.  В основу цього двигуна лягла конструкція військової машини-амфібії ЛуАЗ-967. Він мав повітряне охолодження з магнієвим блоком і випускався робочим об’ємом 0,7—1,2 л (43—73 дюйм3). 
AMC Air-cooled 108 був 108 дюйм3 (1,8 л) двигун, виготовлений з 1960 по 1963 рік для використання в легкій військовій машині M422 Mighty Mite.   M422 був розроблений American Motors Corporation (AMC) у Сполучених Штатах і спеціально розроблений для транспортування вертольотом.  
Починаючи з 1960-х років, європейські підрозділи Ford виробляли два неспоріднених двигуни V4. Першим був двигун Ford Taunus V4, що випускався в Німеччині з 1962 по 1981 рік. Taunus був 60-градусним двигуном V4 з водяним охолодженням і верхніми клапанами. Спочатку розроблений для використання в автомобілях з переднім розташуванням двигуна, він використовувався в різних моделях Ford, а також у передньопривідних моделях Saab 95, Saab 96 і Saab Sonett. Його також використовували в середньомоторному спортивному автомобілі Matra 530.    Другим двигуном Ford V4 був двигун Ford Essex V4, який вироблявся у Великій Британії з 1965 по 1977 рік і використовувався в кількох моделях Ford Corsair, Capri, Consul, Zephyr і Transit.  Хоча розроблений окремо від двигуна Taunus, Essex також був 60-градусним V4 з водяним охолодженням, верхніми клапанами та призначений для використання в автомобілях/фургонах з переднім розташуванням двигуна.
Перегоновий автомобіль Porsche 919 Hybrid LMP1, який використовувався в сезонах 2014–2017 років, використовував 2,0 л (122 дюйм3) 90-градусний двигун V4 з турбонаддувом, який був встановлений посередині. 

## Використання у мотоциклах

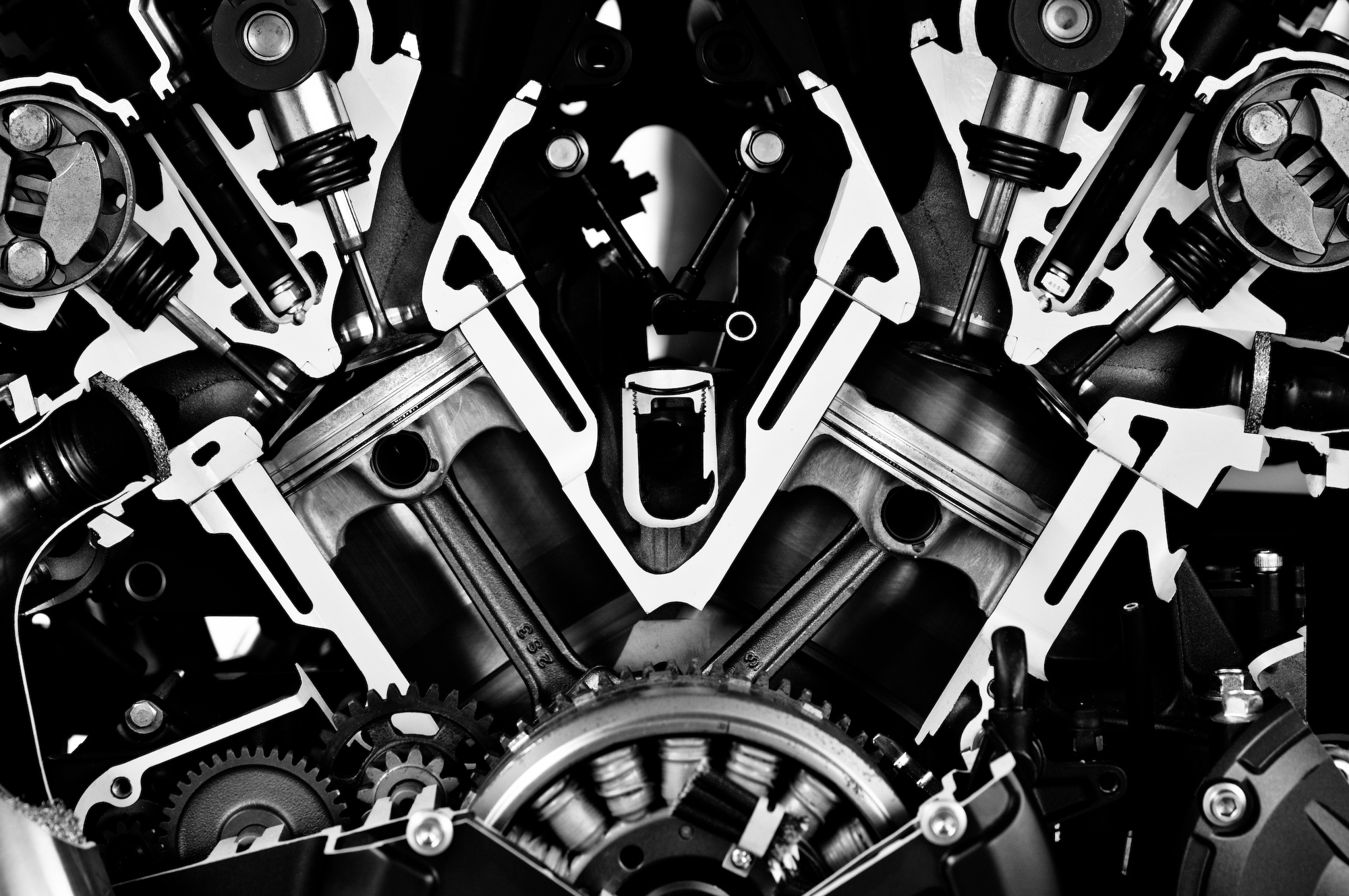
Вид у розрізі Yamaha V-Max 2009 року

Одним із перших мотоциклів з двигуном V4 був Matchless Silver Hawk 1931-1935 років, виготовлений у Великобританії.  Silver Hawk використовував вузькокутовий 16-градусний двигун V4 з однією головкою циліндра, штовхачем і повітряним охолодженням.
Puch P800 1936-1938 років був побудований в Австрії як для цивільного, так і для військового використання.  P800 використовував дуже ширококутний 170-градусний двигун V4 (тому він був близький за зовнішнім виглядом до опозитного чотирициліндрового двигуна) з двома головками циліндрів і повітряним охолодженням. 
Двигуни V4 використовувалися в середині-кінці 1980-х років, особливо в мотоциклах Honda з поперечним розташуванням двигуна, які мали 90-градусний двигун V4 з водяним охолодженням. 
Більшість виробників MotoGP 2020 року обрали конфігурацію V4 для своїх мотоциклів. До них належать:
- Honda RC213V
- Ducati Desmosedici
- KTM RC16
- Aprilia - 90° V4 для сезону 2020

## Використання на човнах
Ще один варіант використання двигуна V4 – підвісні човнові мотори. Конфігурація V4 популярна для підвісних суден через невелику довжину двигуна.
У 1958 році Джонсон і Евінруд представили 70,7 дюйм3 (1 159 см3) Підвісні двигуни V4 з потужністю 50 к. с. (37 кВт) і вагою 200 фунт (91 кг). До 1972 року той самий базовий блок V4 виробляв більш ніж удвічі більше кінських сил у стандартній формі завдяки досвіду виробників, отриманому під час перегонів. У 1988 році Yamaha представила 130 к. с. (97 кВт) двотактний V4 на ринок США з так званим уприскуванням оливи «прецизійної суміші». Більшість човнових моторів — це, як правило, двотактні двигуни з карбюратором.

## Використання у інших сферах
У 1935 році компанія Wisconsin Motor Manufacturing Company почала виробляти бензинові  двигуни V4 для промислового, сільськогосподарського та стаціонарного устаткування, де кілька виробників сільськогосподарського обладнання використовували двигуни V4 Wisconsin. У 1950 році найбільшим двигуном Вісконсіна V4 був VR4D з робочим об'ємом 255 дюйм3 (4,2 л) і вихідною потужністю 56,5 к. с. (42 кВт) при 3000 об/хв і піковому крутному моменті 162 фунт⋅фут (220 Н⋅м) при 1250 об/хв. Компанія випускала двигуни V4 до 2019 року.
У середині 1940-х років компанія Turner Manufacturing у Сполученому Королівстві виготовила дизельний двигун V4 з водяним охолодженням для промислового та морського використання. Цей двигун використовувався в тракторі Turner Yeoman of England 1949-1957 років.
Компанія Mitsubishi Heavy Industries побудувала 4ZF, дизельний двигун V4 з повітряним охолодженням, який використовувався в бронетранспортері Type 73 і пов’язаних японських військових машинах з 1973 року.

## Дивись також
- Опозитний двигун
- Рядний двигун